# Amaka Ogoegbunam
Amaka Ogoegbunam, née le mars 1990, est une athlète nigériane spécialiste du 400 mètres haies. 

## Biographie
En 2009, elle remporte le 200m, le 100m haies, le 400m haies et le 4 x 100m des championnats d'Afrique juniors. Lors de cette compétition, elle est contrôlée positive à la méténolone. Un autre échantillon prélevé deux semaines plus tard aux championnats du monde est également positif au même stéroïde. Par conséquent, ses quatre titres lui sont retirés et elle suspendue trois ans, jusqu'au 30 juillet 2012.
Elle remporte la médaille d'or aux Jeux africains de 2015.

## Palmarès
| Date | Compétition            | Lieu        | Résultat | Épreuve     | Temps   |
| ---- | ---------------------- | ----------- | -------- | ----------- | ------- |
| 2014 | Championnats d'Afrique | Marrakech   | 2e       | 400 m haies | 55 s 46 |
| 2015 | Jeux africains         | Brazzaville | 1re      | 400 m haies | 55 s 86 |